# Уэст-Лафейетт
Уэст-Лафейетт (англ. West Lafayette) — город в округе Типпекану в штате Индиана в Соединенных Штатах Америки. 

## География
Расположен примерно в 105 км к северо-западу от столицы штата Индианаполис и в 171 км к юго-востоку от Чикаго. Уэст-Лафейетт находится прямо через реку Уобаш от города-побратима Лафейетт. 
По переписи населения 2010 года его население было 29 596 человек. Это самый густонаселенный город в штате Индиана.
Знаменит своим Университетом Пердью.